# Lijst van nummer 1-hits in de UK Singles Chart in 2005
Deze hits stonden in 2005 op nummer 1 in de UK Singles Chart:
| Datum        | Artiest                       | Titel                                   |
| ------------ | ----------------------------- | --------------------------------------- |
| 1 januari    | Band Aid 20                   | Do they know it's Christmas             |
| 8 januari    | Steve Brookstein              | Against all odds                        |
| 15 januari   | Elvis Presley                 | Jailhouse rock                          |
| 22 januari   | Elvis Presley                 | One night / I got stung                 |
| 29 januari   | Ciara & Petey Pablo           | Goodies                                 |
| 5 februari   | Elvis Presley                 | It's now or never                       |
| 12 februari  | Eminem                        | Like toy soldiers                       |
| 19 februari  | U2                            | Sometimes you can't make it on your own |
| 26 februari  | Jennifer Lopez                | Get right                               |
| 5 maart      | Nelly & Tim McGraw            | Over and over                           |
| 12 maart     | Stereophonics                 | Dakota                                  |
| 19 maart     | McFly                         | All about you / You've got a friend     |
| 26 maart     | Tony Christie & Peter Kay     | (Is This the Way to) Amarillo           |
| 2 april      | Tony Christie & Peter Kay     | (Is this the way to) Amarillo           |
| 9 april      | Tony Christie & Peter Kay     | (Is this the way to) Amarillo           |
| 16 april     | Tony Christie & Peter Kay     | (Is this the way to) Amarillo           |
| 23 april     | Tony Christie & Peter Kay     | (Is this the way to) Amarillo           |
| 30 april     | Tony Christie & Peter Kay     | (Is this the way to) Amarillo           |
| 7 mei        | Tony Christie & Peter Kay     | (Is this the way to) Amarillo           |
| 14 mei       | Akon                          | Lonely                                  |
| 21 mei       | Akon                          | Lonely                                  |
| 28 mei       | Oasis                         | Lyla                                    |
| 4 juni       | Crazy Frog                    | Axel F                                  |
| 11 juni      | Crazy Frog                    | Axel F                                  |
| 18 juni      | Crazy Frog                    | Axel F                                  |
| 25 juni      | Crazy Frog                    | Axel F                                  |
| 2 juli       | 2pac & Elton John             | Ghetto gospel                           |
| 9 juli       | 2pac & Elton John             | Ghetto gospel                           |
| 16 juli      | 2pac & Elton John             | Ghetto gospel                           |
| 23 juli      | James Blunt                   | You're beautiful                        |
| 30 juli      | James Blunt                   | You're beautiful                        |
| 6 augustus   | James Blunt                   | You're beautiful                        |
| 13 augustus  | James Blunt                   | You're beautiful                        |
| 20 augustus  | James Blunt                   | You're beautiful                        |
| 27 augustus  | McFly                         | I'll be OK                              |
| 3 september  | Oasis                         | The importance of being idle            |
| 10 september | Gorillaz                      | Dare                                    |
| 17 september | Pussycat Dolls & Busta Rhymes | Don't cha                               |
| 24 september | Pussycat Dolls & Busta Rhymes | Don't cha                               |
| 1 oktober    | Pussycat Dolls & Busta Rhymes | Don't cha                               |
| 8 oktober    | Sugababes                     | Push the button                         |
| 15 oktober   | Sugababes                     | Push the button                         |
| 22 oktober   | Sugababes                     | Push the button                         |
| 29 oktober   | Arctic Monkeys                | I Bet You Look Good On The Dancefloor   |
| 5 november   | Westlife                      | You raise me up                         |
| 12 november  | Westlife                      | You raise me up                         |
| 19 november  | Madonna                       | Hung up                                 |
| 26 november  | Madonna                       | Hung up                                 |
| 3 december   | Madonna                       | Hung up                                 |
| 10 december  | The Pussycat Dolls            | Stickwitu                               |
| 17 december  | The Pussycat Dolls            | Stickwitu                               |
| 24 december  | Nizlopi                       | JCB song                                |
| 31 december  | Shayne Ward                   | That's my goal                          |

1952 ·
1953 ·
1954 ·
1955 ·
1956 ·
1957 ·
1958 ·
1959 ·
1960 ·
1961 ·
1962 ·
1963 ·
1964 ·
1965 ·
1966 ·
1967 ·
1968 ·
1969 ·
1970 ·
1971 ·
1972 ·
1973 ·
1974 ·
1975 ·
1976 ·
1977 ·
1978 ·
1979 ·
1980 ·
1981 ·
1982 ·
1983 ·
1984 ·
1985 ·
1986 ·
1987 ·
1988 ·
1989 ·
1990 ·
1991 ·
1992 ·
1993 ·
1994 ·
1995 ·
1996 ·
1997 ·
1998 ·
1999 ·
2000 ·
2001 ·
2002 ·
2003 ·
2004 ·
2005 ·
2006 ·
2007 ·
2008 ·
2009 ·
2010 ·
2011 ·
2012 ·
2013 ·
2014 ·
2015 ·
2016 ·
2017 ·
2018 ·
2019 ·
2020 ·
2021
- Nederland (Top 40)
- Nederland (Single Top 100)
- Nederland (3FM Mega Top 50)
- Nederland (Outlaw 41)
- Nederland (DVD Top 30)
- Vlaanderen (Radio 2 Top 30)
- Vlaanderen (Ultratop 50)
- Vlaanderen (Top 30 van Ultratop)
- Wallonië
- Australië
- Denemarken
- Duitsland
- Frankrijk
- Ierland
- Italië
- Nieuw-Zeeland
- Noorwegen
- Oostenrijk
- Verenigd Koninkrijk
- Verenigde Staten (Hot 100)
- Zweden
- Zwitserland